# Papyrus Berlin 14039
P. 14039 (Nr. 836 nach Rahlfs) ist das Fragment einer Pergamenthandschrift aus dem 3. oder 4. Jahrhundert.
Er enthält Teile aus dem 2. Buch Mose (Exodus), 34,35–35,8 in griechischer Sprache. Es ist der älteste erhaltene Beleg dieser Textstelle in einer Septuaginta-Fassung. Die Nomina sacra sind abgekürzt.
Das Fragment befindet sich in der Papyrussammlung des Ägyptischen Museums in Berlin, Inv. P. 14039.